# CF 파추카
CF 파추카(Club de Fútbol Pachuca)는 파추카를 연고로 하는 멕시코의 축구 클럽이다. 현재는 멕시코 프리메라 디비시온(Primera División de México)에 참가하고 있다.
멕시코에서 가장 오래된 축구 팀이다. 1901년 영국 콘월주 출신 광부들이 창설했으며 1907년에 출범한 멕시코 프리메라 디비시온에 참가했다. 한동안 2부 리그인 멕시코 세군다 디비시온에 머물러 있었으나 프리메라 디비시온에 승격한 1999년부터 리그 챔피언 5차례와 CONCACAF 챔피언스컵(현재의 CONCACAF 챔피언스리그) 우승 2차례, 2006년 코파 수다메리카나와 2007년 북아메리카 수페르리가 우승을 차지하며 전성기를 맞고 있다.
이 팀은 감독 엔리케 메사가 2006년부터 팀을 맡은 이후부터 여러 대회 우승을 이끌어 내고 있다.

## 주요 경력

### 멕시코 국내 대회
- 멕시코 프리메라 디비시온: 우승 6회 (1999 동계 리그, 2001 동계 리그, 2003 동계 리그, 2006 하계 리그, 2007 하계 리그, 2016 하계 리그)
- 멕시코 세군다 디비시온: 우승 2회 (1996, 1998 동계 리그)

### 국제 대회
- CONCACAF 챔피언스컵: 우승 4회 (2002, 2007, 2008, 2009–10)
- 코파 수다메리카나: 우승 1회 (2006)
- 북아메리카 수페르리가: 우승 1회 (2007년)

## 선수 명단

### 현역
참고: FIFA 자격 규정에 따라 소속된 국가대표팀 국기를 표시합니다. 선수는 복수의 FIFA 비회원국 국적을 가지고 있을 수 있습니다.
| 번호 | 포지션 | 국적   | 이름            |
| ---- | ------ | ------ | --------------- |
| 10   | FW     |        | 존 케네디       |
| 11   | MF     | 모로코 | 우사마 이드리시 |

| 번호 | 포지션 | 국적 | 이름            |
| ---- | ------ | ---- | --------------- |
| 22   | DF     |      | 구스타보 카브랄 |

## 역대 감독
| 감독               | 임기      |
| ------------------ | --------- |
| 헤수스 델무로      | 1973      |
| 하비에르 아기레    | 1998~2000 |
| 루벤 오마르 로마노 | 2004      |
| 우고 산체스        | 2012      |
| 디에고 알론소      | 2014~2018 |
| 마르틴 팔레르모    | 2019      |
| 기예르모 알마다    | 2022 ~    |